# Kappel Izidor
Kappel Izidor (Nagyselyk, Nagy-Küküllő vármegye, 1881. május 31. — Kolozsvár, 1964. március 17.) magyar orvos, orvosi szakíró.

## Életútja
Középiskolát Kolozsvárt végzett (1899), oklevelét a kolozsvári egyetem orvosi karán szerezte (1905). A Purjesz Zsigmond vezette belgyógyászati klinikán tanársegéd, majd az egyetemi klinika fertőzőosztályán dolgozott. Később a városi járványkórház vezető főorvosa.
A gyermekgyógyászatban szakosította magát. 1919-től 1944-ig Kolozsvárt a Zsidókórház gyermekgyógyászati rendelőjét vezette főorvosi minőségben. A kolozsvári Anya- és Gyermekvédő Szövetség alelnöke, a Paul Ehrlich Orvostudományi Egyesület tagja, az Erdélyi Múzeum-Egyesület (EME) orvostudományi szakosztályának előadója és üléselnöke volt. 1945 után Kolozsvárt gyakorló orvos.

## Publikációi
Az EME orvostudományi kiadványaiban, majd különlenyomatokban is megjelent tanulmányai közül kiemelkedőek:
- A scarlatina recidiváról (Kolozsvár, 1915);
- A diftéria bacilusrejtőkről (Kolozsvár, 1918);
- A kiütéses tífuszról (Kolozsvár, 1920), Profilaktikus oltások kanyarónál (Kolozsvár, 1921);
- Új csecsemővizsgáló asztal (Kolozsvár, 1921).